# Boranja
Le mont Boranja (en serbe cyrillique : Борања) est une montagne des Alpes dinariques, située dans l'ouest de la Serbie, qui s'élève à une altitude de 856 m.
Le mont Boranja fait partie du groupe de montagnes de Podrinje-Valjevo. Il se trouve le long de la rive droite de la Drina et près de la ville de Krupanj.